# Won't Go Quietly
Won't Go Quietly è il secondo album in studio del rapper e artista di musica elettronica britannico Example, pubblicato nel 2010.

## Tracce
Testi di Elliot Gleave.
1. From Space – 3:09
2. Won't Go Quietly (album version) – 4:02
3. Watch the Sun Come Up (album version) – 4:22
4. Time Machine – 4:11
5. Something in the Water – 3:53
6. Last Ones Standing – 3:24
7. Millionaires – 3:29
8. Two Lives – 3:29
9. Kickstarts – 3:01
10. Sick Note – 4:07
11. Dirty Face – 2:47
12. Hooligans (VIP Mix) (con Don Diablo) – 3:37
13. See the Sea – 4:07
14. Won't Believe the Fools – 4:52